# Latay
Der Latay ist ein kleiner Fluss in Frankreich, der im Département Var in der Region Provence-Alpes-Côte d’Azur verläuft. Er entspringt im Staatsforst Forêt Domaniale de Mazaugues, im westlichen Gemeindegebiet von Mazaugues, entwässert zunächst Richtung Südwest durch ein dünn besiedeltes Gebiet, schwenkt im Unterlauf nach Osten und mündet nach rund 19 Kilometern im Gemeindegebiet von Signes als rechter Nebenfluss in den Gapeau. Sein gesamter Verlauf liegt im Regionalen Naturpark Sainte-Baume.

## Orte am Fluss
(Reihenfolge in Fließrichtung)
- La Croix, Gemeinde Mazaugues
- Le Latay, Gemeinde Mazaugues
- Chibron, Gemeinde Signes
- Signes